# Dansk Film-Avis nr. 688 A
Dansk Film-Avis nr. 688 A er en dansk Ugerevy med dokumentariske optagelser fra 1944. Filmene blev produceret af UFA film A/S, der var ejet af det tyske UFA, der var ejet af den tyske stat.
Den dansk producerede Dansk Film-Avis var en nazistisk ugerevy og udkom i årene 1941-1945. Den bestod typisk af tre dele: dansk stof, optaget af danske kameramænd, tysk stof fra Tyskland og reportager fra fronten, produceret af Deutsche Wochenschau.

## Handling
1) Frisk frugt skrælles og pakkes, hvorefter pakkerne nedfryses til konserves (Tyskland).

2) Svømme- og udspringsstævne i Madrid.

3) Atletik i Tyskland - en stor gymnastikkonkurrence for juniorer.

4) Forslagskasse til forbedring af fabrikationsmetoder i Tyskland. Resultatet har været et utal af produktionsbesparende arbejdsmetoder.

5) I Holland er kamphandlingerne nu gået over til stillingskrig.

6) Overalt i Tyskland er der opstillet folkegrenadér-divisioner. Skydeøvelser med panzerfaust m.m.